# 阿根廷国旗

阿根廷國旗的太陽—「五月太陽」

阿根廷國旗是「三橫二色」的國旗，最頂和最底是藍色，中央部份為白色，並加上一個32道光線的太陽，其太陽（“五月太阳”）由16個波浪狀和16個直線所構成，國旗的比例為9:14。
現時阿根廷的國旗是起源於1807年時身穿藍、白軍服的阿根廷士兵擊退了殖民軍，人們為了紀念這次的勝利，於是在以軍服的兩種顏色成為國旗。後來於1810年5月25日的一個陰天時舉行的獨立會議中，突然陽光露臉，該太陽被人認為是吉兆，稱該太陽為「五月太陽」。
1816年阿根廷獨立後正式將該旗成為代表國家的旗幟，但國旗只由兩間藍色和一間的白色組成，象徵了「公正及正義」。後來在1818年 將太陽加入國旗之中，從此之後，國旗除了在顏色的深淺度及比例作出幾次的變動外，並沒有大的改變，最終形成了現今的阿根廷國旗。

## 歷代國旗
- 1810年-1811年
- 1810年
- 1810年-1811年
- 1812年-1816年
- 1812年-1816年
- 1812年-1816年
- 1816年-1818年
- 1818年-1819年
- 1818年-1819年
- 1818年-1831年
- 1818年-1831年
- 1830年-1835年
- 1840年-1861年
- 1831年－1861年
- 1861年-2010年

## 受影响的旗帜
- 萨尔瓦多的国旗
1912年-至今
- 瓜地马拉的国旗
1968年-至今
- 洪都拉斯的国旗
1949年-至今
- 尼加拉瓜
1971年-至今
- 乌拉圭的国旗
1830年-至今
- 哥斯达黎加的国旗
1842年-1848年
- 中美洲联合省的国旗
1823年-1824年
- 中美洲联邦共和国的国旗
1824年-1839年

## 另見
- 馬查旗

## 外部連結
- 维基共享资源上的相關多媒體資源：阿根廷国旗
- 世界旗帜网（FOTW）的Argentina
- All anthems to the Argentine flag
- More information （西班牙語）
- Día de la Bandera 的存檔，存档日期2007-06-26. （西班牙語）